# Jos, het debiele ei
Jos, het debiele ei is een cartoonfiguur gecreëerd door de linkerhand van cartoonist Jeroom.
Jos verscheen voor het eerst in Humo in augustus 2004. Vanaf dan begon er een echte hype waarin Jos meer en meer verscheen in het populaire Vlaamse weekblad. 'Jos, het debiele ei' is een met een snor uitgerust ei dat ervan houdt bepaalde zaken te herhalen met toevoeging "zeg ik u".
In december 2006 zei Jeroom in een interview met Humo dat hij Jos eigenlijk had gecreëerd omdat hij dringend geld nodig had.

## Enkele citaten
'Jos, het debiele ei' in een helder moment: Ik ben een ei. Een ei zeg ik u. 

'Jos, het debiele ei' op de Chinese Muur: Ik ben een Japanner. Een Japanner zeg ik u. 

'Jos, het debiele ei' op Rock Werchter: Torhout-Werchter. Torhout-Werchter, zeg ik u! 

'Jos, het debiele ei' in zwart-wit: Niet in kleur! Niet in kleur zeg ik u! 

'Jos, het debiele ei' in memoriam: Een omelet! Een omelet, zeg ik u! 

'Jos, het debiele ei' bij René Magritte: Ceci n'est pas un oeuf débile. Débile je vous dis! 

'Jos, het debiele ei' in 3D: Dikke tetten. Dikke tetten zeg ik u. 

'Jos, het debiele hardrockende ei': Ei C/DC, EiC/DC zeg ik u.